# Альфред Радок
Альфред Радок (чеськ. Alfréd Radok 17 грудня 1914, Колодеє над Лужници, Богемія, Австро-Угорщина (нині м. Тін-над-Влтавоу, округ Чеське Будейовіце, Південночеський край, Чехія) — 22 квітня 1976, Відень, Австрія) — чеський режисер театру, кіно і телебачення. Драматург, сценарист, театральний діяч у комуністичній ЧССР. Засновник празького театру «Чарівний ліхтар» (Laterna magika). Згодом політемігрант, постановник п'єс Вацлава Гавела. Кавалер Ордену Томаша Ґарріґа Масарика.

## Життєпис
Народився у змішаній католицько-юдейській родині на півдні Чехії. 1939 Альфред також хрестився.
1934 вступив до Карлового університету, одночасно грав у студентських театральних колективах. Закінчив Академію бізнесу (1936).
1938 працював у театрі «Д-34», потім режисером у міському театрі в Пльзені.
Під час Другої світової війни у 1943 аарештований і відправлений до трудових таборів. З приходом комуністів 1945 — режисер Театру ім. 5 травня, в 1954-1958 роках — режисер Національного театру в Празі, 1958 — один із засновників театру «Чарівний ліхтар» (Laterna magika), потім став його керівником.
1962 році працював режисером Міських театрів у Празі.
Використовуючи синтетичну природу театрального мистецтва, Радок звертав особливу увагу на образотворчу і музичну сторони вистави, ретельно працював з акторами.
З 1947 також працював у кіно. Його дебютною режисерською роботою став фільм «Daleká cesta», що став першим і протягом декількох років єдиним чеським кінофільмом, присвяченим долі чеських юдеїв під час Другої світової війни. Однак фільм був вилучений з обігу державною цензурою.
Після того, як інші фільми Радока також були заборонені, він працював тільки для театру. Його авангардний театр «Чарівний ліхтар» (Laterna magika), створений у 1958 році, мав міжнародний успіх.
Разом із братом Емілем та Йозефом Свободою Радок розробив систему поліекрану для першої програми театру «Латерна Магік».
1968 після Празької весни Радок із сім'єю емігрував до Швеції. Помер у Відні, куди приїхав, щоби поставити в Бурґтеатрі кілька п'єс Вацлава Гавела.

## Вибрані постановки
- в Театрі ім. 5 травня
  - «Казки Гофмана» Оффенбаха;
- в Національному театрі у Празі
  - «Лисички»,
  - «Осінній сад» Хелман,
  - «Розбійник» Чапека,
  - «Золота карета» Леонова,
  - «Чортове коло» Ціннера,
  - «Комедіант» Осборна та ін.

## Фільмографія
- 1947 Parohy (режисер)
- 1948 Daleká cesta (сценарист, режисер)
- 1948 Divotvorný klobouk (сценарист, режисер)
- 1956 V pasti (ТВ-фільм, сценарист, режисер)
- 1956 Дідусь-автомобіль (режисер)
- 1960 Laterna magika II. (сценарист, режисер)
- 1964 Parohy (сценарист)
- 1964 Šach mat (ТВ-фільм, сценарист, режисер)

А. Радок — автор п'єс
- «Podivné příhody pana Pimpipána» («Незвичайні пригоди пана Пімпіпана»),
- «Balada stínů»,
- «Vesnice žen».
- «Stalo se v dešti» та ін.

## Нагороди
- Заслужений артист ЧССР (1964).
- Народний артист (художник) Чехословаччини (1968).
- Орден Томаша Масарика Гарріга III ступеня (1991)
- Срібна раковина кращому режисерові (1957) за фільм «Дідусь-автомобіль»

## Пам'ять
- Престижна щорічна чеська театральна премія носить його ім'я — премія Альфреда Радока.